# 15-ös busz (Veszprém)
A veszprémi 15-ös jelzésű autóbusz a Kádártai úti forduló és a Haszkovó forduló között jár, így az Újtelepet, a Cholnokyvárost, a Belvárost, a Dózsavárost és a Jutasi úti lakótelepet kapcsolja össze.

## Útvonala
| Haszkovó forduló felé | Kádártai úti forduló felé |
| --- | --- |
| Kádártai úti forduló vá. – Kádártai út – Hold utca – Cholnoky Jenő utca – Vilonyai utca – Lóczy Lajos utca – Cholnoky Jenő utca – Ady Endre utca – Diófa utca – Budapest út – Mindszenty József utca – Brusznyai Árpád utca – Megyeház tér – Óvári Ferenc utca – Dózsa György utca – Szent István völgyhíd – Völgyhíd tér – Pápai út – Tizenháromváros tér – Táncsics Mihály utca – Szent István utca – Dózsa György tér – Csalogány utca – Tüzér utca – (Kisréti utca – Jutaspuszta – Kisréti utca) – Házgyári út – Jutasi út – Haszkovó utca – Haszkovó forduló vá. | Haszkovó forduló vá. – Haszkovó utca – Jutasi út – Házgyári út – (Kisréti utca – Jutaspuszta – Kisréti utca) – Tüzér utca – Csalogány utca – Dózsa György tér – Szent István utca – Táncsics Mihály utca – Tizenháromváros tér – Pápai út – Völgyhíd tér – Szent István völgyhíd – Dózsa György utca – Óvári Ferenc utca – Megyeház tér – Brusznyai Árpád utca – Mindszenty József utca – Ady Endre utca – Cholnoky Jenő utca – Lóczy Lajos utca – Vilonyai utca – Cholnoky Jenő utca – Hold utca – Kádártai út – Kádártai úti forduló vá. |

## Megállóhelyei
| 0  | 0  | Kádártai úti forduló végállomás     | 30 | 35 | 13, 21, 23, 25 Helyközi buszok                                         |
| 1  | 1  | Bolgár Mihály utca                  | 29 | 34 | 6, 13, 21                                                              |
| 3  | 3  | Budapest út                         | 28 | 33 | 6, 8, 8A, 11                                                           |
| 4  | 4  | Vilonyai utca                       | 27 | 32 | 11                                                                     |
| 5  | 5  | Csillag utca                        | 26 | 31 | 11                                                                     |
| 7  | 7  | Lóczy Lajos utca                    | 25 | 30 | 7A, 8, 8A, 11                                                          |
| 8  | 8  | Hérics utca                         | 24 | 29 | 7A, 8, 8A, 11                                                          |
| 9  | 9  | Cholnoky forduló                    | 23 | 28 | 7A, 8, 8A, 11                                                          |
| 10 | 10 | Cholnoky Spar                       | 22 | 27 |                                                                        |
| 12 | 12 | Ady Endre utca / Cholnoky Jenő utca | 22 | 27 | 7A, 8, 8A                                                              |
| 13 | 13 | Ady Endre utca                      | 21 | 26 |                                                                        |
| 15 | 15 | Diófa utca 2.                       | ∫  | ∫  | 6, 23, 25                                                              |
| ∫  | ∫  | Kabay János utca                    | 20 | 25 |                                                                        |
| 17 | 17 | Hotel                               | 19 | 24 | 1, 2, 3, 4, 4A, 6, 7A, 10, 12, 12A, 13, 22, 25                         |
| 18 | 18 | Petőfi Színház                      | 17 | 22 | 1, 2, 3, 4, 4A, 6, 8, 8A, 10, 13, 25 Helyközi buszok Távolsági járatok |
| 19 | 19 | Harmat utca                         | 15 | 20 | 1, 2, 3, 8, 8A, 25                                                     |
| 20 | 20 | Völgyhíd tér                        | 13 | 18 | 1, 3, 8, 8A, 10, 12, 12A, 13, 25                                       |
| 21 | 21 | Pápai út 25.                        | 12 | 17 | 1, 3, 8, 8A, 10, 12, 12A, 13, 25 Helyközi buszok Távolsági járatok     |
| 22 | 22 | Tizenháromváros tér                 | 11 | 16 | 3, 10, 12, 12A, 13, 18, 25                                             |
| 23 | 23 | Dózsa György tér                    | 10 | 15 | 3, 10, 12, 12A, 13, 18, 25                                             |
| 24 | 24 | Tüzér utca                          | 9  | 14 |                                                                        |
| 25 | 25 | Papvásár utca                       | 8  | 13 |                                                                        |
| 26 | 26 | Tüzér utcai forduló                 | 7  | 12 |                                                                        |
| ∫  | 28 | Kisréti utca                        | ∫  | 7  | 4, 18                                                                  |
| ∫  | 29 | Jutaspuszta                         | ∫  | 6  | 4, 18                                                                  |
| ∫  | 30 | Kisréti utca                        | ∫  | 5  | 4, 18                                                                  |
| 28 | 31 | Jutaspusztai elágazás               | ∫  | ∫  | 4, 18, 18A, 21                                                         |
| ∫  | ∫  | Aulich Lajos utca                   | 1  | 1  | 1, 2, 4, 4A, 10, 11, 18A, 21                                           |
| 28 | 31 | Laktanya                            | 0  | 0  | 1, 2, 3, 4, 4A, 10, 11, 18, 18A, 21                                    |
| 31 | 34 | Haszkovó forduló végállomás         | 0  | 0  | 3, 6, 7, 7A, 8, 8A, 18, 18A                                            |